# Paruwrobates andinus
Paruwrobates andinus es una especie de anfibio anuro de la familia Dendrobatidae. Esta rana es endémica del departamento de Nariño en Colombia. Habita en bosques nublados primarios y secundarios entre los 1700 y 2020 m sobre el nivel del mar en la vertiente occidental de la cordillera Occidental. Pone sus huevos en bromelias y en ellas se desarrollan sus renacuajos.
Se encuentra en peligro crítico de extinción y posiblemente esté extinta ya que lleva sin verse desde la década de 1990. Se cree que la principal causa del declive de sus poblaciones ha sido la quitridiomicosis.
Los machos miden de 19,5 a 20,1 mm y las hembras de 20,7 a 21,5 mm. Se le dio el nombre de su especie en referencia a la ubicación de su descubrimiento, los Andes.

## Publicación original
- Myers & Burrowes, 1987 : A new poison frog (Dendrobates) from Andean Colombia : with notes on a lowland relative. American Museum novitates, n.º 2899, p. 1-17[2]